# 澄清湖野球場
澄清湖野球場（ちょうせいこやきゅうじょう、繁体字中国語: 澄清湖棒球場）は台湾高雄市鳥松区に位置する野球場。中華職業棒球聯盟台鋼ホークスの本拠地である。1999年、IBA世界青年野球大会にあわせて3年の工期と12億新台幣の建設費とをかけて開場した。
2001年、IBAFワールドカップの台湾対アメリカ合衆国戦で入場者数25,000人を記録し、観客動員の台湾記録を樹立した。2006年現在、台湾で最大の収容人数を誇る球場ではあるものの、通常は2階席が使われることはない。また、台湾では唯一の野球博物館、「名人館」・「特展館」が設置されており、設立以来10万人以上が来場している。
1999年から2002年まで台湾職業棒球大聯盟の高屏雷公が、2003年には第一金剛がそれぞれ使用していた。
また2004年から2011年2月までは中華職業棒球聯盟のLa Newベアーズが、2013年から2016年までは義大ライノズがそれぞれ使用していた。
2022年からは台鋼ホークスが使用する。

## 交通
- 高雄市バス「澄清湖棒球場」バス停。
  - 覚民幹線（60番）
  - 三多幹線（70番）
  - 新昌幹線（217番）
  - 鳳青幹線（橘12番）
  - 紅30番
  - 紅61番 などが発着している。
- 球場の周囲には有料駐車場も存在する[2]。